# Crewkerne
Crewkerne este un oraș în comitatul Somerset, regiunea South West, Anglia. Orașul se află în districtul South Somerset.